# Jhana Beat
Jhana Beat (León, 9 de septiembre de 1986) es una cantante y compositora española. El beatbox es la especialidad rítmica de Jhana, que es capaz de crear una canción de música electrónica con su loop station.

## Biografía
Se inicia en la música de manera autodidacta a los quince años como percusionista, pero pronto descubre su voz y empieza a experimentar con ella acompañándose de una guitarra. En pocos años, ya contaba con un repertorio de canciones propias y conocidas versiones, con el que empieza a tocar por diferentes bares, salas y ciudades.
A los dieciocho años, descubre el Beatbox e, impulsada por su talento natural para la percusión, rápidamente comienza a experimentar con la técnica, y a entrenar su boca para el ritmo, hasta que consigue el reconocimiento de Best Show Beatbox Nacional, en la Beatbox Battle Internacional en Salamanca en el año 2009.
En 2010 descubre como combinar voz, guitarra y beatbox a tiempo real usando una Loop Station, creando el Sonido electrorgánico, que define como un sonido donde suena finalmente música electrónica que en realidad está haciendo con un órgano, por lo que es algo orgánico que se proyecta a través de la electrónica con la Loop Station, una mezcla entre lo biológico y la electrónica.
Tras años dedicándose a la música, en 2019 fue nominada a los Premios MAX a Mejor composición musical para espectáculo escénico por 'La teta de Janet', de la compañía guipuzcoana Ertza.
Durante ese mismo año, Jhana trabajó en la creación de la banda sonora de una película en Polonia que se estrenará en mayo de 2020 en Estados Unidos.
A principios de 2020 Jhana abrió la gala de los Premios Odeón con una base rítmica de beatbox donde después Quequé rapeó con ella.
En marzo de 2020 la artista presenta su segundo disco titulado My Rhythm, My Freedom.

## Discografía
- JHANA (2013)
- My Rhythm, My Freedom (2020)

## Premios y nominaciones
| Año  | Trabajo nominado | Premios                      | Categoría                      | Resultado |
| ---- | ---------------- | ---------------------------- | ------------------------------ | --------- |
| 2009 | Jhana Beat       | BeatBox Battle International | The Best Show Nacional Beatbox | Ganadora  |

| Año  | Trabajo nominado | Premios     | Categoría                                           | Resultado |
| ---- | ---------------- | ----------- | --------------------------------------------------- | --------- |
| 2020 | La teta de Janet | Premios Max | Mejor composición musical para espectáculo escénico | Nominada  |